# C. K. Williams
Charles Kenneth "C. K." Williams (Newark, New Jersey, 4 de novembre de 1936 – Hopewell, New Jersey, 20 de setembre de 2015) fou un poeta, crític i traductor estatunidenc. Williams va guanyar molts premis de poesia. Flesh and Blood va guanyar el National Book Critics Circle Award el 1987. Repair (1999) va guanyar l'any 2000 el Premi Pulitzer de poesia, fou un finalista del National Book Award i va guanyar el Los Angeles Times Book Prize. The Singing va guanyar el National Book Award el 2003 i el 2005 Williams va rebre el Ruth Lilly Poetry Prize. La 2012 pel·lícula Tar fa referència a aspectes de la vida de Williams mitjançant la seva poesia.

## Publicacions
- A Day for Anne Frank, Falcon Press, Philadelphia, 1968.
- Lies, Houghton Mifflin Company, Boston, 1969.
- I Am the Bitter Name, Houghton Mifflin, Boston, 1972.
- With Ignorance, Houghton Mifflin, Boston, 1977.
- Tar, Random House, New York, 1983.
- The Lark. The Thrush. The Starling. Poems from Issa, Burning Deck Press, Providence, 1983.
- Flesh and Blood, Farrar Straus and Giroux, New York, 1987; Bloodaxe Books, Newcastle, 1988.
- Poems 1963–1983, Farrar Straus and Giroux, New York, 1988; Bloodaxe Books, Newcastle, 1988.
- Helen, Orchises Press, 1991.
- A Dream of Mind, Poems, Farrar Straus and Giroux, New York, 1992; Bloodaxe Books, Newcastle, 1992.
- Selected Poems, Farrar Straus and Giroux, 1994.
- New and Selected Poems, Bloodaxe Books, Newcastle, 1995.
- The Vigil, Farrar Straus and Giroux, 1997.
- Repair, Farrar Straus and Giroux; Bloodaxe Books, 1999.
- Love About Love, Ausable Press, 2001.
- The Singing, Farrar Straus and Giroux; Bloodaxe Books, 2003.
- Collected Poems, Farrar Straus and Giroux; Bloodaxe Books, 2006.
- Creatures, Green Shade, Haverford, 2006.
- Wait, Farrar Straus and Giroux; Bloodaxe Books, 2010.
- Crossing State Lines, Farrar Straus and Giroux, 2011.
- Writers Writing Dying, Farrar Straus and Giroux, 2012.
- All at Once, Farrar, Straus and Giroux, 2014.
- Selected Later Poems, Farrar, Straus and Giroux, 2015
- Falling Ill, Farrar, Straus and Giroux, 2017

Prosa

- Misgivings, My Mother, My Father, Myself, Farrar Straus and Giroux, 2000.
- Catherine's Laughter, Sarabande Books, 2013.

Assajos i crítica

- Poetry and Consciousness; University of Michigan Press, 1998.
- On Whitman, Princeton University Press, Princeton, NJ, 2010.
- In Time: Poets, Poems, and the Rest, University of Chicago Press, 2012.

Teatre
- The Operated Jew
- Creatures of Love

Traduccions

- Women of Trachis, traducció de Sofocles, amb Gregory Dickerson, Oxford University Press, New York, London, 1978.
- The Lark, The Thrush, The Starling, Poems from Issa, Burning Deck, 1983.
- The Bacchae, translated from Euripides, amb una introducció de Martha Nussbaum, Farrar Straus and Giroux, 1990.
- Canvas, translation from the Polish of Adam Zagajewski, amb Renata Gorczynski i Benjamin Ivry, Farrar Straus and Giroux, 1991.
- Selected Poems of Francis Ponge, amb John Montague i Margaret Guiton, Wake Forest University Press, 1994.